# Anna Fux
Anna Fux, pseudonimo di Maria Anna Fuchs, nata Anna Barbara Gassmann (Vienna, 23 luglio 1772 – Vienna, 27 agosto 1852), è stata un soprano e pianista austriaco.

## Biografia
Nacque come figlia del compositore austriaco Florian Leopold Gassmann e sorella di Therese Rosenbaum, anche essa cantante. Le due sorelle studiarono con Antonio Salieri, e poi con Joseph Weigl. Anna ebbe una carriera da attrice e cantatrice, essendo stata scritturata presso il teatro di corte di Vienna fino al 1807. Il suo ruolo preferito era la Regina della Notte nel Flauto magico di Mozart. Dopo il suo matrimonio, nel 1816, con il violinista e compositore Peter Fuchs, si esibì sotto il nome di Anna Fux. Dopo la morte del marito (1831), imparti lezioni di musica.